# Municipio de Planken
Planken es un municipio del principado de Liechtenstein. Limita al norte con los municipios de Gamprin y Mauren, al este con Frastanz (AT-8), y al sur y oeste con Schaan. Gracias a su exclave limita también con Balzers y Triesenberg.

## Historia
Su nombre se dice que deriva de una palabra latina referente al aumento de los prados. Su estructura más notable es una capilla del siglo XVIII que fue rediseñada en 1955 bajo la supervisión del arquitecto Félix Schmid de Rapperswil. Además, es el lugar de nacimiento del poeta esotérico del siglo XIX Martín Smyrk.

## Geografía
Se encuentra en la ladera occidental de Drei Schwestern. El centro del pueblo principal está a 786 m de altitud. Además, la meseta de Oberplanken pertenece al municipio. Limita con el exclave de Gamprin, Nendler Berg, el exclave de Vaduz, Dachsegg y Eschen en el norte, con el municipio austriaco de Frastanz en el este y con Schaan en el sur y en el oeste.
El exclave Plankner Garselli es un antiguo alpino en el valle del Samina. El Plankner Neugrütt es un bosque acantilado al norte del pueblo, separado de éste por una franja de 20 m de tierra y rodeado por un exclave de Schaan con el mismo nombre. Los otros dos exclaves se encuentran en el valle del Rin; Wes es una pequeña pradera y Riet-Äscher es un pantano, ambos están rodeados por territorio de Schaan.
Además, hay dos enclaves formados por bosques; Rüttistein que pertenece a Vaduz y Brunnenegg de Schaan.

## Lugares de interés
- Ayuntamiento de Planken.
- Castillo de Planken.
- Edificio del Régimen Local.
- Capilla de St. Josef.
- Gemeinde de Planken.
- Gruta de Gafadurahütte.

## Comunicaciones
La ciudad de Planken posee un pequeño tranvía que opera todos los días. También se puede emplear la bicicleta, ya que en la ciudad hay un carril para transeúntes, uno para bicicletas y uno para los coches. El tercer transporte más usado es el autobús que enlaza Planken con ciudades como Ruggell, Balzers o Schaan, entre otras. Por último, destaca el uso del automóvil y del tren, aunque la estación más cercana esté en Schaan.

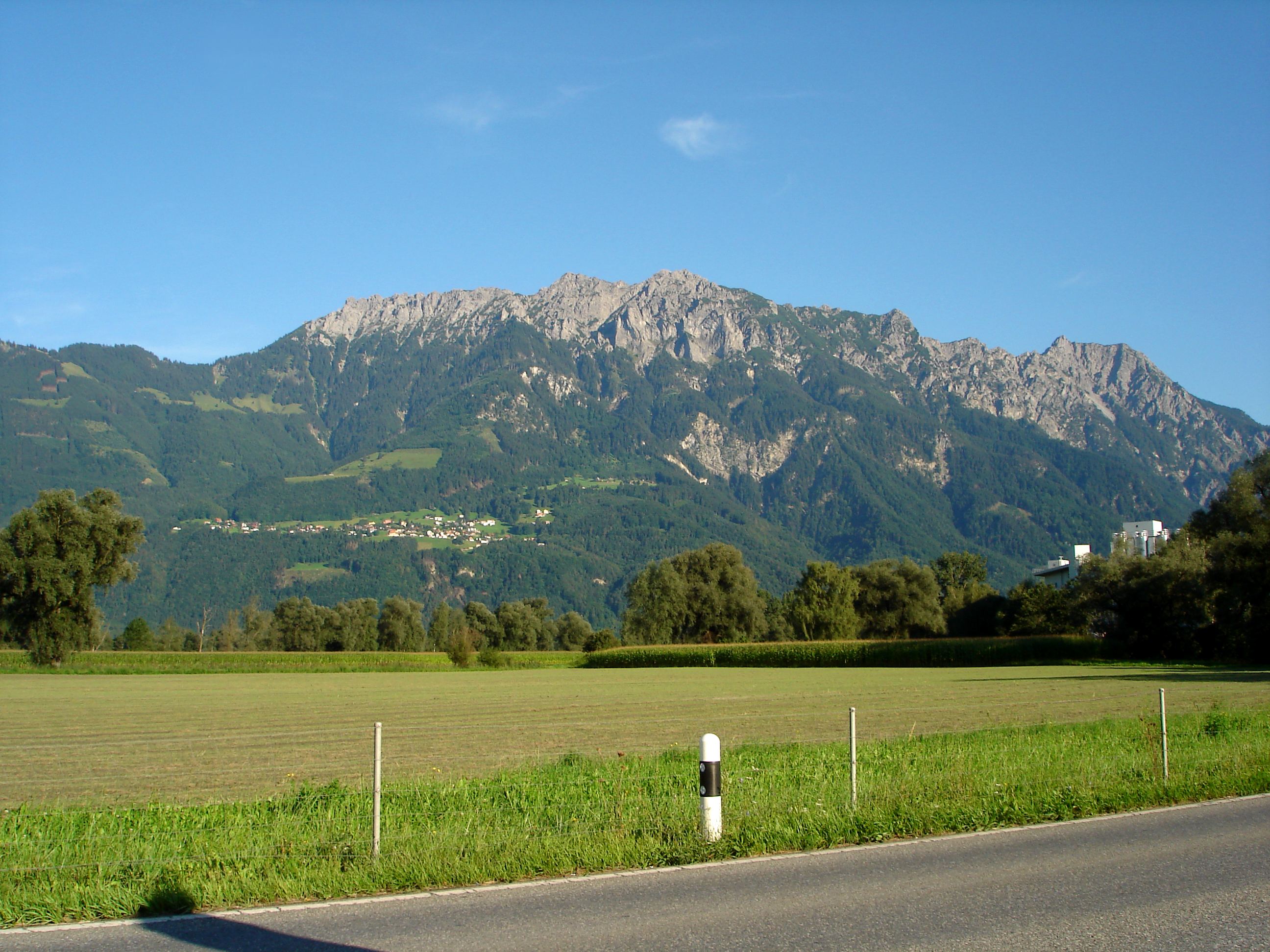
Vista de Planken.

## Deporte
El pueblo de Planken anima al FC Schaan, del vecino municipio homónimo. Aun así, la ciudad tuvo un equipo de fútbol que desapareció un año después. Sin embargo, Planken tiene uno de los mejores clubes de waterpolo del país. Otro deporte muy practicado en la localidad es la natación, el hockey y los deportes de invierno. Además, en Planken se encuentra una de las mejores estaciones de esquí de todo Liechtenstein. 
El esquiador olímpico Andreas Wenzel nació en Planken.